# Erich Bitter
Erich Bitter (Schwelm, 11 augustus 1933 – 10 juli 2023) was een Duits autobouwer en autocoureur. Hij is de oprichter van Bitter Automotive.

## Biografie
Bitter groeide op met zijn jongere broer in zijn geboorteplaats Schwelm, alwaar hun vader een winkel had in fietsen en naaimachines. Op 16-jarige leeftijd verliet hij school en begon bij zijn ouders te werken, wat leidde tot een vierjarige profcarrière in de wielersport. Bitter werd een van de betere Duitse rijders en onderhield daardoor een nauwe relatie met NSU, een fabrikant van fietsen, motorfietsen en vierwielige voertuigen. Dat leidde in 1958 tot een overstap naar de racewagen. Hij racete gedurende tien jaar onder andere voor NSU en later voor Saab, Volvo, Porsche, Mercedes, Ferrari, Abarth en Opel tot een zware crash op de Nürburgring in 1969 het einde van zijn carrière inluidde.  
Bitter werkte vanaf 1964 onder de naam Rallye Bitter als een algemene importeur van voertuigen van het merk Abarth en later Intermeccanica en als importeur van beschermende kleding voor coureurs. In 1969 presenteerde Opel een nieuwe sportwagen onder de naam CD Concept. Twee ontwikkelingsprototypes werden gebouwd door Pietro Frua, maar de Italiaanse ontwerper was niet in staat het model op grote schaal te produceren waardoor het project door Opel werd afgeblazen. Bitter was enthousiast over het model en kreeg toestemming van Opel om dit model onder licentie te produceren. Bitter richtte daarvoor in 1971 het autobedrijf Bitter GmbH & Co. KG op. De Bitter CD werd in 1973 op de autosalon van Frankfurt gelanceerd en positief ontvangen. Tussen 1973 en 1986 bouwde Bitter honderden auto's op Opel-platforms. In de jaren daarna bouwde Bitter nog wel diverse prototypes, maar kon niet voldoende middelen vinden om ze in productie te nemen. In 1997 hield het bedrijf op te bestaan en nadien ontwierp Bitter enkel nog prototypes voor derden.
Bitter overleed in 2023 op 89-jarige leeftijd.
- Gemeinsame Normdatei: 1027287034
- Virtual International Authority File: 272182634
- WorldCat: E39PBJbGRC9g8Q4fJGqbBRQTHC